# عسمط
عسمط أو ورد الجبل أو ألال (الاسم العلمي: Taverniera)، جنس نباتات من فصيلة البقولية.
الأنواع المقبولة:
- عسمط حريري الورق. عسمط حريري الورق، يوجد في اليمن
- Taverniera abyssinica.عسمط حبشي، يوجد في إثيوبيا
- Taverniera aegyptiaca Boiss. عسمط مصري أو دَهَزير[4]
- Taverniera albida Thulin. عسمط أبيض، يوجد في اليمن
- Taverniera brevialata Thulin. عسمط قصير الأجنحة، يوجد في سلطنة عمان
- Taverniera cuneifolia (Roth) Arn. عسمط إسفيني الورق، يوجد في سلطنة عمان والصومال والباكستان والهند.
- Taverniera diffusa (Cambess.) Thulin. عسمط منتشر، يوجد في الباكستان والهند
- Taverniera echinata Mozaff. عسمط شائك، يوجد في إيران
- Taverniera glabra Boiss. عسمط أملس، يوجد في الإمارات العربية المتحدة وقطر وباكستان وإيران.
- Taverniera glauca Edgew. عسمط زرقاوي، يوجد في اليمن
- Taverniera lappacea (Forssk.) DC. عسمط أرقطيوني، يوجد في السعودية والإمارات وقطر وسلطنة عمان واليمن والسودان والصومال وإريتريا والباكستان.
- Taverniera longisetosa Thulin. عسمط طويل الشوك، يوجد في الصومال
- Taverniera multinoda Thulin. عسمط متعدد العقد، يوجد في عُمان واليمن والصومال.
- Taverniera nummularia DC. عسمط دائري، يوجد في العراق وإيران.
- Taverniera oligantha (Franch.) Thulin. عسمط قليل الزهر، يوجد في جيبوتي.
- Taverniera schimperi Jaub. & Spach. عسمط شمبر، يوجد في إثيوبيا
- Taverniera spartea DC. عسمط سبارتيا، يوجد في الإمارات والسعودية وعُمان وقطر وإيران والباكستان.